# Mario Party 2
Mario Party 2 – japońska konsolowa gra wyprodukowana przez Hudson Soft. Gra została wydana w różnych wersjach przez Nintendo w latach 1999–2000, 2010.